# Honnekudige, Narasimharajapura
Honnekudige là một làng thuộc tehsil Narasimharajapura, huyện Chikmagalur, bang Karnataka, Ấn Độ.